# Prozatímní Národní shromáždění republiky Československé
Prozatímní Národní shromáždění byl zákonodárný sbor ČSR od 28. 10. 1945 do června 1946. Jeho cílem byl přechodný výkon zákonodárné moci do zvolení Ústavodárného národního shromáždění. Ústavním podkladem pro jeho volbu a činnost byl ústavní dekret prezidenta republiky o Prozatímním národním shromáždění.
Hlavní činnost spočívala v přípravě voleb do Ústavodárného shromáždění a provádění běžné zákonodárné činnosti (např. amnestijní zákon).

## Složení Prozatímního Národního shromáždění
Shromáždění bylo voleno národními výbory na systému paritního zastoupení stran Národní Fronty (4 strany v Česku – KSČ, ČSNS, ČSL, ČSDSD a 2 na Slovensku – KSS, DS) do skončení revolučního období (28. 10. 1945). Počet poslanců byl 300, jako u Národního shromáždění podle ústavy z roku 1920. Všechny strany měly zhruba po 50 členech, komunisté měli však zhruba 100 poslanců (celkem za KSČ a KSS). Prozatímní národní shromáždění zůstalo v činnosti do zvolení Ústavodárného národního shromáždění.
Během funkce Prozatímního Národního shromáždění došlo k potvrzení Edvarda Beneše ve funkci prezidenta a ratihabici dekretů prezidenta republiky.
Předsedou Prozatímního Národního shromáždění byl Josef David.

### Poslanecké kluby na konci funkčního období
|                                      |                                             |         |
| Strana                               | Strana                                      | Mandáty |
|                                      | Komunistická strana Československa          | 51/300  |
|                                      | Československá sociální demokracie          | 51/300  |
|                                      | Československá strana národně socialistická | 49/300  |
|                                      | Československá strana lidová                | 49/300  |
|                                      | Komunistická strana Slovenska               | 47/300  |
|                                      | Demokratická strana                         | 40/300  |
|                                      | Ukrajinská národní rada Prjaševčiny         | 5/300   |
|                                      | Strana svobody                              | 4/300   |
|                                      | nezařazení poslanci                         | 2/300   |
|                                      | neobsazené mandáty                          | 2/300   |
| Zdroj: Ročenka Národního shromáždění |                                             |         |

## Sídlo
Národní shromáždění se po válce vrátilo do prostor Rudolfina, kde dříve zasedala Poslanecká sněmovna Národního shromáždění. Během války však byl sál v Rudolfinu přestavěn zpět na koncertní účely a proto v květnu 1946 PNS přesídlilo do budovy zrušené Pražské burzy peněžní a zbožní vedle Národního muzea.